# Lae

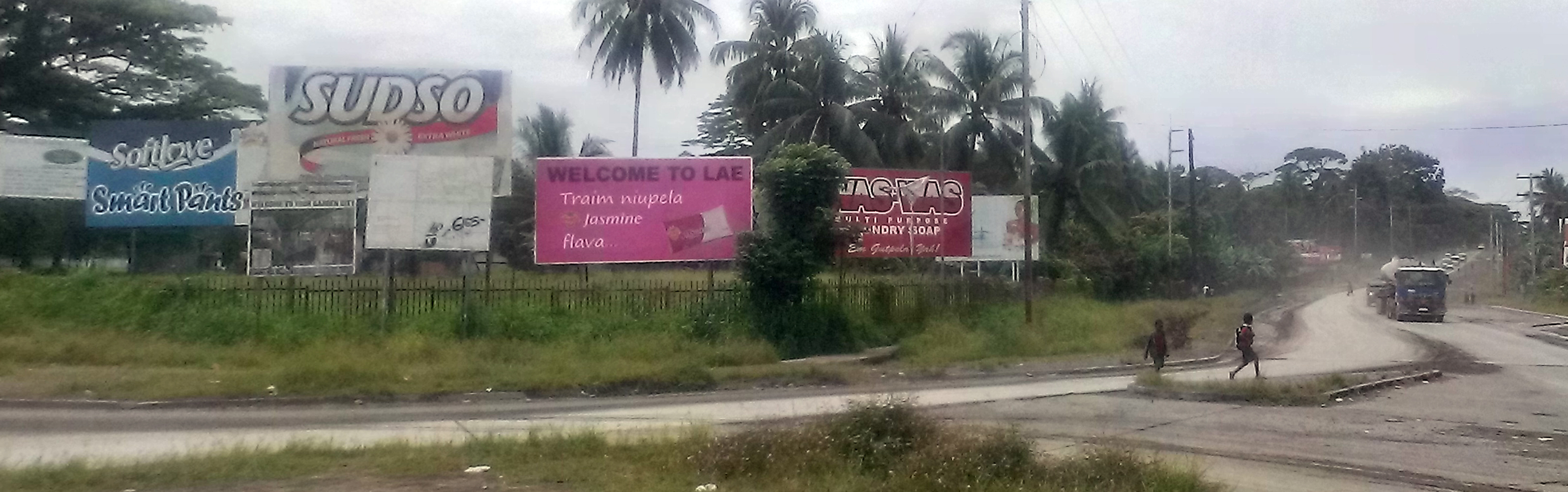
Senyals de benvinguda a l'aeroport de Nadzab

Lae és la capital de la província de Morobe i la segona ciutat més gran de Papua New Guinea, té 100.677 habitants (2012). Està prop del delta del riu Markham i a l'inici de l'autopista de les Terres Altes. Lae és el principal port de càrrega del país i el centre industrial de Papua Nova Guinea. Compta amb una Universitat de la Tecnologia.
Té un clima equatorial amb escassa variació de temperatura al llarg de l'any, la temperatura mitjana màxima és de 31 °C als mesos de desembre a març i la mínima de 28 °C als mesos de juny a agost. La temperatura mitjana anual és de 29,7 °C i la pluviometria mitjana anual és extremadament alta, de 4.636 litres, febrer és el mes menys plujós amb 234 litres i juliol el més plujós amb 526 litres.

## Ciutat agermanada
- Cairns, Queensland, Austràlia des de 1984